# Richard Freeman
Richard Freeman är en av de främsta  yogalärarna inom ashtanga vinyasa-yoga och författare till boken The Mirror of Yoga: Awakening the Intelligence of Body and Mind (2010). Han har även utgivit yogavideor och ljudboken The Yoga Matrix (2003), där han ger en överblick över yogisk filosofi samt ger exempel på chanting, mantrasång.
Richard Freeman började med yoga 1968. Han har studerat sufism i Iran, zenbuddhism, vipassanabuddhism samt bhaktiyoga och hathayoga i Indien, både iyengaryoga och ashtanga vinyasa-yoga. Han är även beläst inom österländsk filosofi och sanskrit. Freeman var en av de första västerländska yogalärarna som blev certifierad av K. Pattabhi Jois att undervisa ashtanga enligt hans metod, och han grundade 1987 yogaskolan Yoga Workshop i Boulder, där han håller yogalärutbildningar och filosofiföreläsningar.